# Our Cancer Year
Our Cancer Year é um romance gráfico estadunidense escrita por Harvey Pekar e Joyce Brabner e ilustrado por Frank Stack.
Publicado em 1994 pela New York Press, editora da Four Walls Eight Windows, Our Cancer Year é uma sequência da revista em quadrinhos American Splendor e relata a luta da protagonista Pekar contra o câncer. Em 1995, venceu o Harvey Award de melhor romance gráfico original.